# Blog do Narco
O Blog do Narco é um site mexicano sobre a guerra contra o narcotráfico em México. MSNBC disse que o blog é um "site na web 'go-to' para informações sobre a guerra contra o narcotráfico no país" ("Mexico's go-to Site site on postinformation on the country's drug war").
O Houston Chronicle comentou que o site é "um arenoso assento de primeira fila da guerra contra o narcotráfico no México" ("a gritty, front-row seat to Mexico's drug war")
A cada dia, o criador do blog mantém o seu site ligado durante quatro horas. As suas contas nas redes sociais tem 230 mil seguidores em Twitter e 120 mil na rede social Facebook.